# Антоній Потоцький (староста)
Антоній Потоцький гербу Пилява (пол. Antoni Potocki, ? — між 1779—1784) — польський шляхтич, військовий і державний діяч Речі Посполитої. Радомський конфедерат.

## Життєпис
Син волинського воєводи, сокальського старости Міхала Потоцького та його другої дружини Марціани з Огінських.
Розпочав військову кар'єру замолоду, служив у війську Франції, Прусії. 1757 року брав участь у семирічній війні. Л. Цєшковський занотував, що «був відомий марнотратник, розпусник, пияк». У Франції, Німеччині розтринькав частину спадку батька, отриманого 1750. Після продажу земельних маєтностей продавав трофейні гармати предків, срібло родини, біжутерію, годинники. У 1750-х мав Блонське староство поблизу Варшави, яке в 1763 відступив Шимонові Дзєржбіцькому.
У 1757 році повернувся до Речі Посполитої, агітував за пропруську конфедерацію. Під час безкоролів'я спричинився до організації конфедерації Руського воєводства під командуванням у Судовій Вишні 6 лютого 1764 року, маршалком якої був Адам Казимир Чорторийський. Але 23 липня на сеймику в Галичі спільно з кузинами підписав маніфест проти постанов конвокаційного сейму та присутності московських військ. Співорганізатор конфедерації проти генеральної конфедерації Чорторийських 27 липня 1764 року. 27 травня 1767 в Судовій Вишні став консиліяром конфедерації Руського воєводства під командуванням маршалка Юзефа Потоцького. 11 серпня 1767 кузин Евстахій Потоцький відступив йому Львівське староство, яке він у січні 1768 за дозволом короля відступив Янові Кіцькому. 28 грудня 1773 склав у Львові «homagium» цісаревій Марії Терезії з власних маєтностей у Пілзенському окрузі. Під час війни за Баварську спадщину в 1778 за дорученням влади організовував у Галичині корпус добровольців.
Помер між 1779 та 1784 роками (наприкінці лютого дружина згадана вдовою).

## Сім'я
Дружина — Людвіка з Шанявських (бл. 1730—27.7.1785, Лондон), донька литовського ловчого Фабіана гербу …. Вдова померла в ув'язненні, де перебувала 6 місяців через борг розміром 85 фунтів. Від голоду її рятував Тадеуш Букатий і Томаш Каєтан Венгерський. Похорони організували поляки, що перебували в Лондоні. Дорослих дітей не мали.